# Shelangerd
Shelangerd (persiska: شلنگرد) är en ort i Iran.   Den ligger i provinsen Khorasan, i den nordöstra delen av landet, 700 km öster om huvudstaden Teheran. Shelangerd ligger 1 127 meter över havet och antalet invånare är 168.
Terrängen runt Shelangerd är platt, och sluttar österut.Runt Shelangerd är det ganska tätbefolkat, med 185 invånare per kvadratkilometer. Närmaste större samhälle är Chenārān, 12,8 km väster om Shelangerd. Trakten runt Shelangerd består till största delen av jordbruksmark.